# Grand Moulin (Saint-Martin-au-Laërt)
De Grand Moulin is een windmolen te Saint-Martin-au-Laërt, een dorp nabij Sint-Omaars.
Het is een ronde stenen molen van het type stellingmolen, welke dienstdeed als korenmolen.

## Geschiedenis
Reeds in 1801 bestond deze molen. Zij was toen in bezit van Jean François Spéneux, welke een aantal tijdens de Franse Revolutie verbeurd verklaarde goederen kocht.
Het molenbedrijf werd reeds stopgezet in 1867, en omstreeks 1900 was van de molen slechts een bouwval over.
In 1978 werden restauratiewerkzaamheden ingezet. Op 18 september 1983 werd de -geheel gerestaureerde- molen ingewijd en in 2001 werd de molen geklasseerd als Monument Historique.